# كنيسة القديس سبيريدون

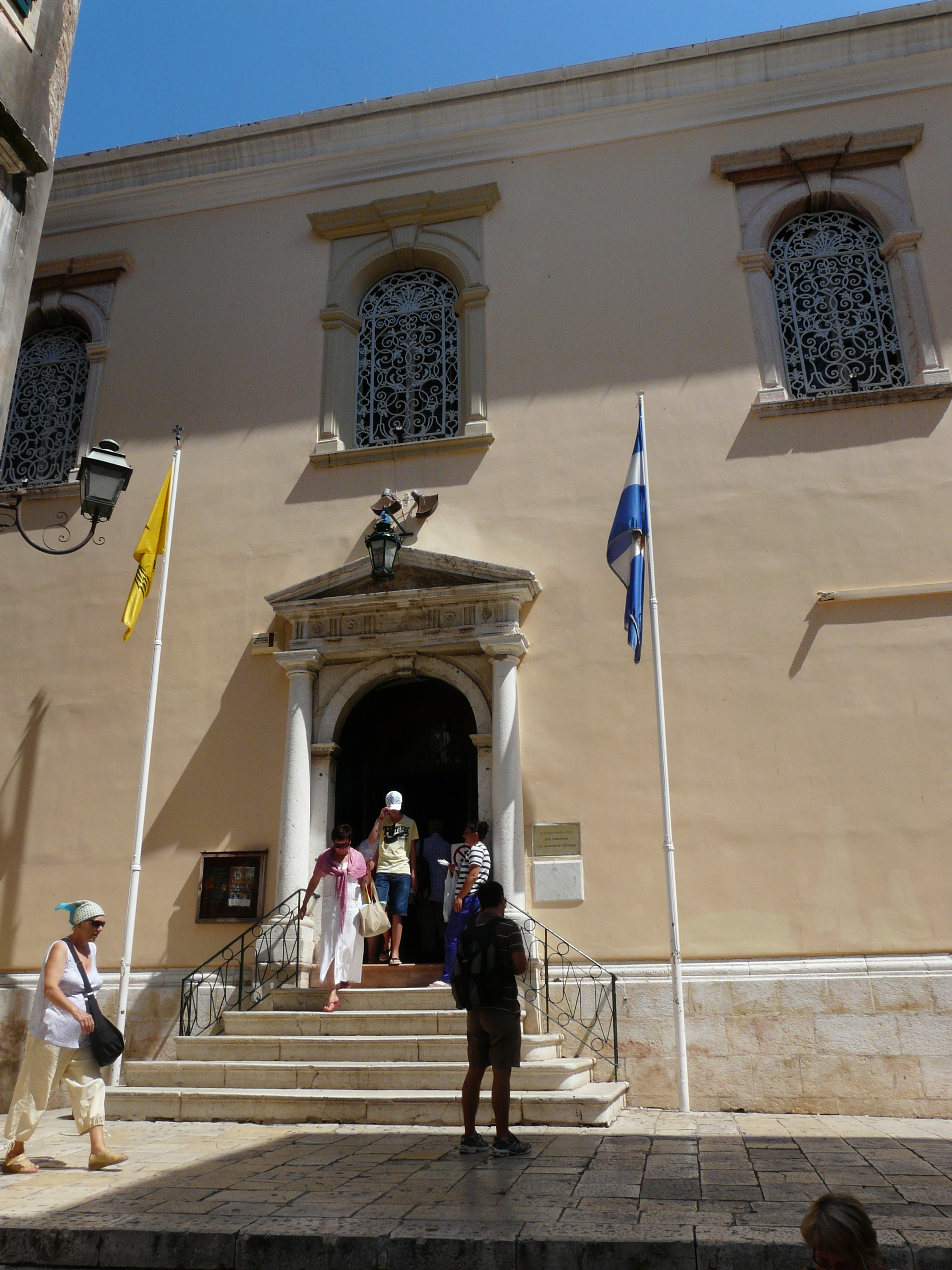
كنيسة القديس سبيريدون

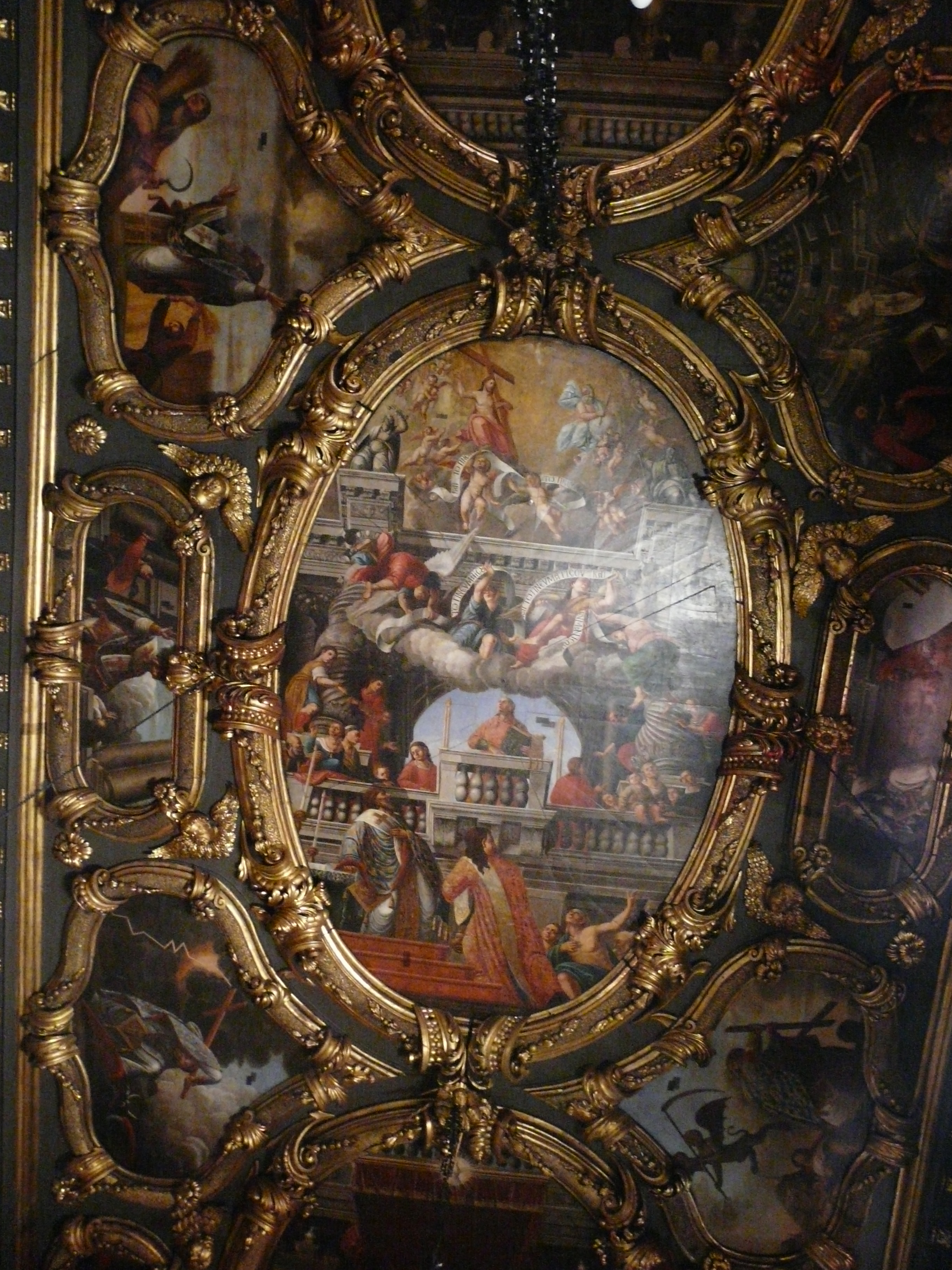
سقف الكنيسة

كنيسة القديس سبيريدون (باليونانية: Ιερός Ναός Αγίου Σπυρίδωνος) هي كنيسة أرثوذكسية يونانية تقع في مدينة كورفو القديمة باليونان، بُنيت في ثمانينيات القرن السادس عشر، وهي تضم البقايا الأثرية للقديس سبيريدون. تظهر الكنيسة على شكل كاتدرائية ذات صحن منفرد، وبرج الناقوس الخاص بها هو الأعلى في الجزر الأيونية. إنها الكنيسة الأكثر شهرة في كورفو.

## التاريخ
وفقًا للروايات التقليدية، في عام 1489 بعد سقوط الإمبراطورية البيزنطية، أُحضِرت البقايا الأثرية للقديس سبيريدون والقديسة ثيودورا أوغوستا إلى كورفو من القسطنطينية على يد الراهب اليوناني جورجيوس كالوخاريتس الذي كان أيضًا شخصًا ثريًا، واحتُفِظ بها كممتلكات لعائلته. في وقت لاحق، عندما تزوجت ابنته أسيميا من سليل من عائلة فولغاريس في كورفو، أُعطيت رفات القديس كجزء من مهرها.
بعد ذلك، أصبحت آثار القديس سبيريدون محفوظة في كنيسة خاصة مملوكة لعائلة فولغاريس. وقعت كنيسة فولغاريس في ضاحية سان روكو لمدينة كورفو، ولكن تعين هدمها عندما أنشأ الفينيسيون تحصينات المدينة الخارجية لحماية القلعة بعد الحصار الأول الكبير لكورفو على يد العثمانيين في عام 1537. في ثمانينيات القرن السادس عشر وبعد هدم الكنيسة الخاصة، نُقلت رفات القديس إلى موقعها الحالي في كنيسة جديدة بنيت داخل تحصينات المدينة في منطقة كامبييلو بالبلدة القديمة. يشبه تصميم برج الناقوس للكنيسة تصميم برج كنيسة سان جورجيو دي غريتشي (كنيسة القديس جورج لليونانيين) الأرثوذكسية اليونانية المعاصرة الواقعة في البندقية.

## الجزء الداخلي

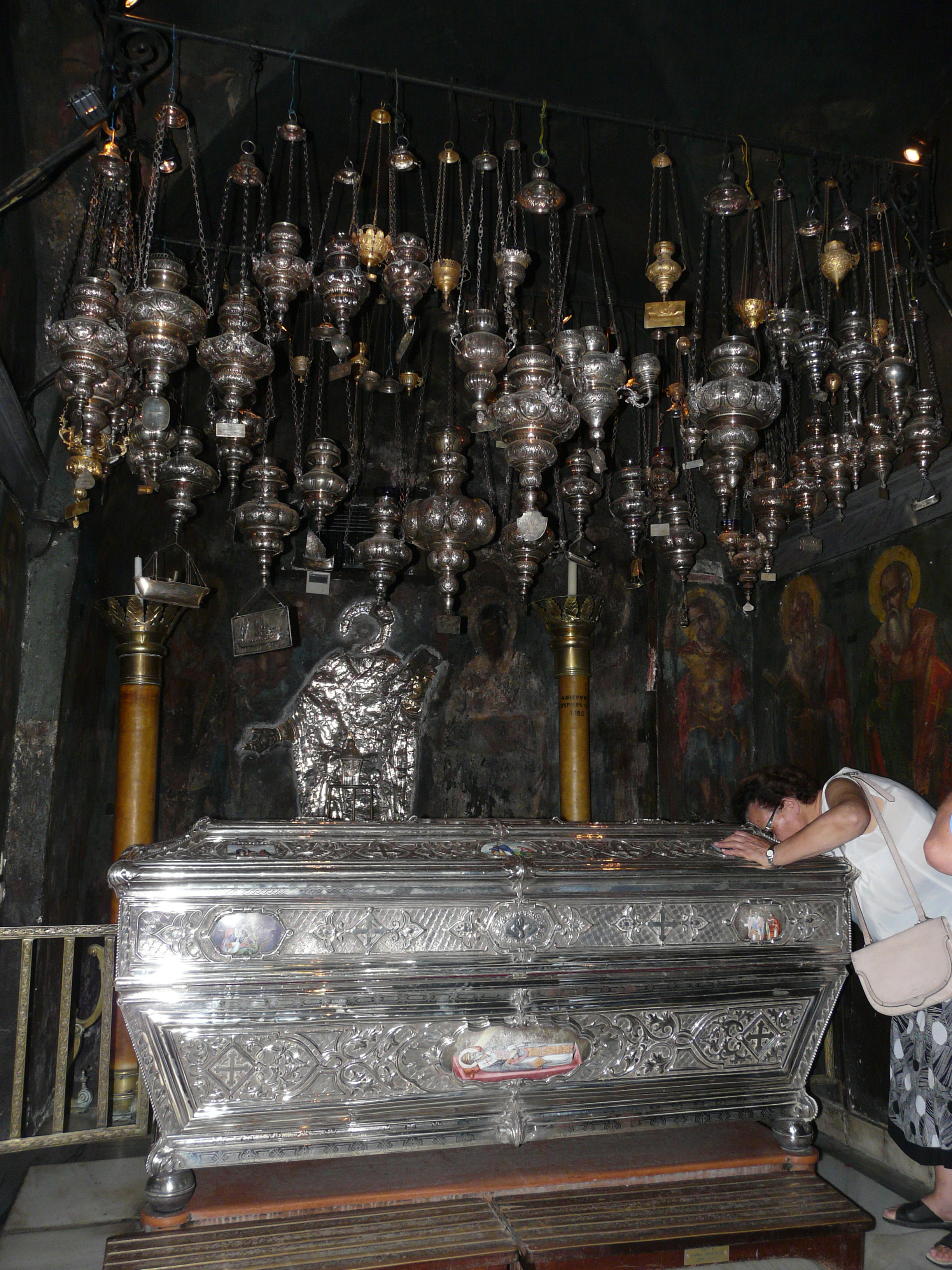
القديس سبيريدون، كنيسة القديس سبيريدون (كورفو)، 2010

يوجد سرداب بداخل الكنيسة على يمين حاملة الأيقونات حيث تُحفظ رفات القديس في ناووس مزدوج. الناووس الأكبر يحتوي على الأصغر في باطنه، وهو خشبي مع حواف أوراق فضية، أما الأصغر فيبرز المخمل الأحمر على سطحه، وله قاع قابل للإزالة لتسهيل تغيير النعال للقديس.
كان عدم وجود أي غرفة تحت الأرض لإيواء رفات القديس جزءًا من مخطط تصميم متعمد لجعلها متاحة قدر الإمكان. يوجد في السرداب 53 مبخرة معلقة من السقف، 18 منها ذهبية والبقية مصنوعة من الفضة.
يشبه الجزء الأمامي من حاملة الأيقونات الرخامية الجزء الخارجي من مدخل كنيسة على الطراز الباروكي. سقف الكنيسة مقسم إلى أجزاء تصور مشاهد من حياة القديس سبيريدون ومعجزاته. كان الرسام الأصلي لسقف الكنيسة هو باناجيوتيس دوكساراس الذي رسم تلك الأعمال الفنية في عام 1727. مع مرور الوقت، تعفنت لوحات دوكساراس ومن ثم استُبدِلت بنُسخ رسمها نيكولاوس أسبيوتيس، أحد أفراد عائلة أسبيوتيس في كورفو. إن الأثر الوحيد المتبقي لعمل دوكساراس هو الحدود المذهبة لحاملة الأيقونات.